# Discografie van Bokoesam
Hieronder volgt de discografie van de Nederlandse rapper Bokoesam, met name zijn albums en zijn nummers met een notering in een hitlijst. 

## Albums
| Album                               | Verschijnen      | Label                | Hitlijsten | Hitlijsten | Hitlijsten | Hitlijsten | Opmerkingen                     |
| Album                               | Verschijnen      | Label                | BE (VL)    | BE (VL)    | NL         | NL         | Opmerkingen                     |
| Album                               | Verschijnen      | Label                | Piek       | Weken      | Piek       | Weken      | Opmerkingen                     |
| ----------------------------------- | ---------------- | -------------------- | ---------- | ---------- | ---------- | ---------- | ------------------------------- |
| Nog nooit meegemaakt                | 30 mei 2014      | Top Notch            | —          | —          | —          | —          | Extended play                   |
| Bokoeyoncé - The mixtape            | 12 augustus 2016 | Top Notch            | —          | —          | 13         | 3          | Studioalbum                     |
| Solo                                | 12 mei 2017      | Quatro Vision        | —          | —          | 12         | 7          | Studioalbum                     |
| Zo vader, zo zoon (met Jacin Trill) | 9 februari 2018  | Artsounds, Top Notch | 50         | 9          | 1 (1 wk)   | 15         | Studioalbum                     |
| Yung Bok (met Yung Felix)           | 1 juni 2018      | Noah's Ark           | —          | —          | 19         | 4          | Studioalbum                     |
| Nachtvlinder                        | 19 oktober 2018  | Top Notch            | 65         | 3          | 5          | 40         | Studioalbum / Goud in Nederland |
| Go go club volume 1 (met $hirak)    | 27 maart 2020    | Maison $hirak        | —          | —          | 12         | 7          | Extended play                   |
| Doe het nou gewoon                  | 29 juli 2022     | Eigen beheer         | —          | —          | —          | —          | Studioalbum                     |
| Party Sam                           | 23 maart 2023    | Eigen beheer         | —          | —          | —          | —          | Studioalbum                     |

## Nummers met notering(en) in een hitlijst
| Lied                                                                  | Verschijnen       | Album                                 | Hitlijsten | Hitlijsten | Hitlijsten  | Hitlijsten  | Hitlijsten   | Hitlijsten   | Opmerkingen                   |
| Lied                                                                  | Verschijnen       | Album                                 | BE (VL)    | BE (VL)    | NL (Top 40) | NL (Top 40) | NL (Top 100) | NL (Top 100) | Opmerkingen                   |
| Lied                                                                  | Verschijnen       | Album                                 | Piek       | Weken      | Piek        | Weken       | Piek         | Weken        | Opmerkingen                   |
| --------------------------------------------------------------------- | ----------------- | ------------------------------------- | ---------- | ---------- | ----------- | ----------- | ------------ | ------------ | ----------------------------- |
| Investeren in de liefde (met SFB, Ronnie Flex en Lil' Kleine)         | 7 april 2015      | New wave (van New Wave)               | —          | —          | tip1        | —           | 22           | 48           | Driemaal platina in Nederland |
| No go zone (met Jandro, Idaly, Lil' Kleine, Def Major en Ronnie Flex) | 7 april 2015      | New wave (van New Wave)               | —          | —          | —           | —           | 38           | 28           | Dubbelplatina in Nederland    |
| Hoog / laag (met Ronnie Flex, Idaly, Lil' Kleine en Jonna Fraser)     | 7 april 2015      | New wave (van New Wave)               | —          | —          | —           | —           | 67           | 9            | Platina in Nederland          |
| Dom dom dom (met Lil' Kleine en Cartiez)                              | 7 april 2015      | New wave (van New Wave)               | —          | —          | —           | —           | 98           | 1            |                               |
| We zijn hier (met Dio, Jayh en Ronnie Flex)                           | 9 oktober 2015    | De man (van Dio)                      | —          | —          | —           | —           | 92           | 2            |                               |
| Jij & ik (met Idaly)                                                  | 19 februari 2016  | Een beetje voor jezelf                | —          | —          | tip1        | —           | 49           | 10           | Platina in Nederland          |
| Djembé                                                                | 7 oktober 2016    | —                                     | —          | —          | —           | —           | 97           | 1            |                               |
| BBB (met Jonna Fraser)                                                | 21 april 2017     | Solo                                  | —          | —          | —           | —           | 97           | 1            | Goud in Nederland             |
| Net iets meer (met Lil' Kleine)                                       | 23 juni 2017      | Alleen (van Lil' Kleine)              | —          | —          | tip4        | —           | 14           | 35           | Dubbelplatina in Nederland    |
| Omhoog/away (met Emms)                                                | 15 september 2017 | —                                     | —          | —          | —           | —           | 60           | 6            |                               |
| Vroom (met Famke Louise)                                              | 8 december 2017   | —                                     | tip        | —          | tip6        | —           | 7            | 4            |                               |
| Nikes (met Jacin Trill)                                               | 12 januari 2018   | Zo vader, zo zoon                     | tip        | —          | —           | —           | 24           | 8            | Goud in Nederland             |
| Hoi aangenaam (met Anbu, Jiri11 en Jacin Trill)                       | 19 januari 2018   | Anbu gang, vol. 1 (van Anbu)          | —          | —          | —           | —           | 58           | 2            |                               |
| Zo vader, zo zoon (met Jacin Trill)                                   | 9 februari 2018   | Zo vader, zo zoon                     | —          | —          | —           | —           | 40           | 2            |                               |
| Gevulde cups (met Jacin Trill)                                        | 9 februari 2018   | Zo vader, zo zoon                     | —          | —          | —           | —           | 60           | 1            |                               |
| Gouden koets (met Jacin Trill)                                        | 9 februari 2018   | Zo vader, zo zoon                     | —          | —          | —           | —           | 70           | 1            |                               |
| Op mijn phone, pt. 2 (met Jacin Trill)                                | 9 februari 2018   | Zo vader, zo zoon                     | —          | —          | —           | —           | 91           | 1            |                               |
| Maccie menu (met Jacin Trill)                                         | 9 februari 2018   | Zo vader, zo zoon                     | —          | —          | —           | —           | 93           | 1            |                               |
| Wow (met Ronnie Flex en Priceless)                                    | 22 maart 2018     | Nori (van Ronnie Flex)                | —          | —          | —           | —           | 17           | 2            |                               |
| Atletiek (met Ronnie Flex en Djahboy)                                 | 22 maart 2018     | Nori (van Ronnie Flex)                | —          | —          | —           | —           | 22           | 1            |                               |
| Evoluatie (met Esko en Famke Louise)                                  | 20 april 2018     | Beats van Esko (van Esko)             | —          | —          | —           | —           | 52           | 1            |                               |
| Getallen (met Spanker, Josylvio en Jandro)                            | 6 juli 2018       | Ontbijten met champagne (van Spanker) | —          | —          | —           | —           | 95           | 1            |                               |
| My money (met $hirak, Bizzey en Dopebwoy)                             | 25 augustus 2018  | —                                     | tip        | —          | —           | —           | 36           | 11           | Platina in Nederland          |
| Vanaf het begin (met Jacin Trill en Yung Nnelg)                       | 14 september 2018 | Jacin (van Jacin Trill)               | —          | —          | —           | —           | 98           | 1            |                               |
| Schudden (met Cho)                                                    | 28 september 2018 | Nachtvlinder                          | —          | —          | —           | —           | 92           | 1            |                               |
| Mijn schuld                                                           | 12 oktober 2018   | Nachtvlinder                          | —          | —          | —           | —           | 61           | 6            | Platina in Nederland          |
| Freestyle (met Boef)                                                  | 19 oktober 2018   | Nachtvlinder                          | —          | —          | —           | —           | 97           | 1            |                               |
| Regen (met Jonna Fraser en KM)                                        | 2 november 2018   | Lion (van Jonna Fraser)               | —          | —          | —           | —           | 75           | 1            |                               |
| Geen reet (met Merol)                                                 | 7 juni 2019       | —                                     | tip        | —          | —           | —           | —            | —            |                               |
| Geen tijd (met Broederliefde)                                         | 9 mei 2021        | —                                     | —          | —          | —           | —           | 76           | 1            |                               |
| 50 cent (met Bartofso en Yung Felix)                                  | 18 november 2021  | Doe het nou gewoon                    | —          | —          | tip14       | —           | 35           | 18           | Goud in Nederland             |
| Fiets (met Tribal Kush)                                               | 27 januari 2023   | Party Sam                             | —          | —          | —           | —           | 88           | 3            |                               |